# 函館山
函館山（はこだてやま）は、北海道函館市の市街地西端にある火山であり陸繋島でもある。

## 概要
標高333.8 m（メートル）、周囲約9.5 km（キロメートル）。南西部には溶岩台地が広がり、裾は断崖となって海に迫る一方、北東部はやや緩斜面で、浸食の進んだ幾つかの深い谷に刻まれながらも豊かな森林に恵まれている。アイヌ語では亀を意味するイチンケ。ペリー艦隊はサンフランシスコのテレグラフ・ヒルを連想してそう呼んだ。牛が寝そべるような外観から臥牛山（がぎゅうざん）とも呼ばれる。幕末の詩人がそう呼び始めたが、最初に呼んだのは誰なのかは分かっていない。
ペリー来航時や1793年（寛政5年）のロシア艦入港時に住民はこの山に逃避した。
2001年（平成13年）、「函館山と砲台跡」として北海道遺産に選定された。

## 地形・地質

### 構成する峰
函館山とは、展望台のある御殿山 (334 m)をはじめとして、薬師山 (252 m)・つつじ山 (306 m)・汐見山 (206 m)・八幡山 (295 m)・水元山 (280 m)・鞍掛山 (113 m)・地蔵山 (286 m)・入江山 (291 m)・エゾダテ山 (129 m)・観音山 (265 m)・牛の背山 (288 m)・千畳敷 (250 m)といった13の山々の総称である。
- 御殿山 - 函館山の最高点。1860年（万延元年）の江戸幕府測量図では薬師山となっている。三角点高度は333.8 mであるがそれより若干高い。古絵図や古い写真によるともっと尖っていたが、津軽要塞（函館要塞）時代に削られ、第二次大戦後に函館山テレビ・FM放送所の置局によりさらに変形され今に至る。地質は御殿山溶岩[8]。高龍寺山と誤る者や幕末にアイヌ語のイチンケ（亀）より亀嶺（きれい）と呼ぶ者もいた[3]。
- 薬師山 - 御殿山の峰つづきの東の方にあり、薬師堂があり箱館市中で眼病を患う者がここにこもったとされる[9]。
- つつじ山 - ボランティアが17年間かけて函館市の花のエゾヤマツツジを1万本を植えたことから[10]。
- 高龍寺山 - 1960年（万延元年）の江戸幕府測量図や1883年（明治16年）の函館港実測図によると愛宕山（あたごやま）。御殿山溶岩より幾分古い高龍寺溶岩で形成される。深い谷に刻まれ険しい[8]。
- エゾダテ山 - 蝦夷館山。函館八幡宮右側にそびえる小山。アイヌ語で浅い砦を意味する「ハク・チャシ」で酋長の館があったとされることから。源義経伝説に絡めて吉野館や義経館とも呼んだ。酋長は常に住まず有事のときだけとの説もある[11]。函館にはアイヌの生活していた遺跡は各所に見出されているが、1956年（昭和31年）現在、チャシはここのみである[12]。「チャシ」は「函館」の語源の説の一つで、この「ハク・チャシ」が「ハコ・チャシ」、『チャシ』は和語で『館』の意味であるから「ハコ・ダテ」、「箱館」に変化したともされる[13]。

### 地質
約2,500万年前の海底火山の噴出物が土台になり、その後の噴火による隆起・沈下を繰り返して大きな島として出現。海流や風雨で削られて孤島になり、流出した土砂が堆積して砂州ができ、約5,000年前に渡島半島と陸続きの陸繋島になった。 函館市の中心街はこの砂州の上にある。火山活動自体は約200万年前に終了している。函館市街の地下に分布する軽石層が既知の第四紀火山噴出物と対比できないことから、函館山を給源とする可能性が指摘されている。
地層
- 寒川火山噴出物層 - 函館山における最も古い地質。中新世末期の海底火山噴出に伴う火山灰や火山岩礫が水中で堆積して出来たものと推定されている[16]。
- 千畳敷集塊岩層[17] - 南部海岸で懸崖を成し、安山岩あるいはデイサイト（石英安山岩）の角礫と、その間を埋める黄褐色の凝灰岩より成り立っている[18]。
  - 元町層 - 御殿山東側山麓にごく小さな分布をしている。北海道函館西高等学校グランドにみられる。軟弱な砂岩であるが、こぶし大程度の石英安山岩質溶結凝灰岩の角喋を多数含んでいる。函館山火山噴出物の活動時期よりも、おくれた時期のものと推定されている[19]。

溶岩
いずれもデイサイト（石英安山岩）とよばれる流紋岩と安山岩の中間の岩質である。色は青灰色から灰褐色で、ゼノリス（捕獲岩）が普遍的に認められ、捕獲岩のほとんどはマイクロノーライトである。
- 立待岬溶岩 - 立待岬付近に分布し、褐色がかった灰色の硬質安山岩[17]
- 高龍寺山溶岩[17] - 高龍寺山付近と寒川東方にわずかに分布する。青灰色を呈する硬質のデイサイト（石英安山岩）[18]
- 千畳敷溶岩[17] - 南部の千畳敷と呼ばれる平坦台地を造る溶岩[18]
- 御殿山溶岩[17] - 最高峰御殿山を中心に分布している。御殿山溶岩と千畳敷溶岩は一つづきのものである可能性も考えられている[18]

### 河川・沢・谷
河川
- 滝の下川
- サム川
- 学校川
- 中の沢川

沢
- 水無沢
- ミョウバン沢
- 石落とし沢
- ウグイス沢

谷
- ヒヨドリ谷
- 水元谷

### 岬・岩
岬
- 大鼻岬[22] - 同山の南端にある岬で尾花岬とも言われる[23]。かつて「函館要塞地近傍」の区画の南端とされた岬[24]。
- 立待岬[22]

岩
- マサカリ岩
- 鞍掛岩

### 海浜
- 押付浜[22] - オツケノハマ。山背泊町字押付（旧地名）にある海岸[25]。

### 洞窟
- 穴澗[22] - 海食洞。石英安山岩の柱状節理に沿って波食作用が働いた結果できた洞窟である[26]。

### 火口
- 谷地頭 - 形が爆裂火口に似ており、ボーリング調査資料によると地下構造がすり鉢状になっている。比較的新しい時代に生じたとされている[8]。

### 温泉
函館市中央部温泉群を除いて寒川火山噴出岩層に湯脈がある。
- 函館市中央部温泉群 - JR北海道函館駅周辺の限られた範囲に分布している[28]
- 谷地頭温泉[27] - 函館山山麓の爆裂火口跡といわれてている谷地にある[29]
- 蓬莱温泉[27]
- 大森温泉[27]
- 寒川鉱泉 - 市街地からみて山の裏側の寒川には亀ノ湯、鶴ノ湯と称する鉱泉があった[27][30]

### 陸繋砂州（トンボロ）

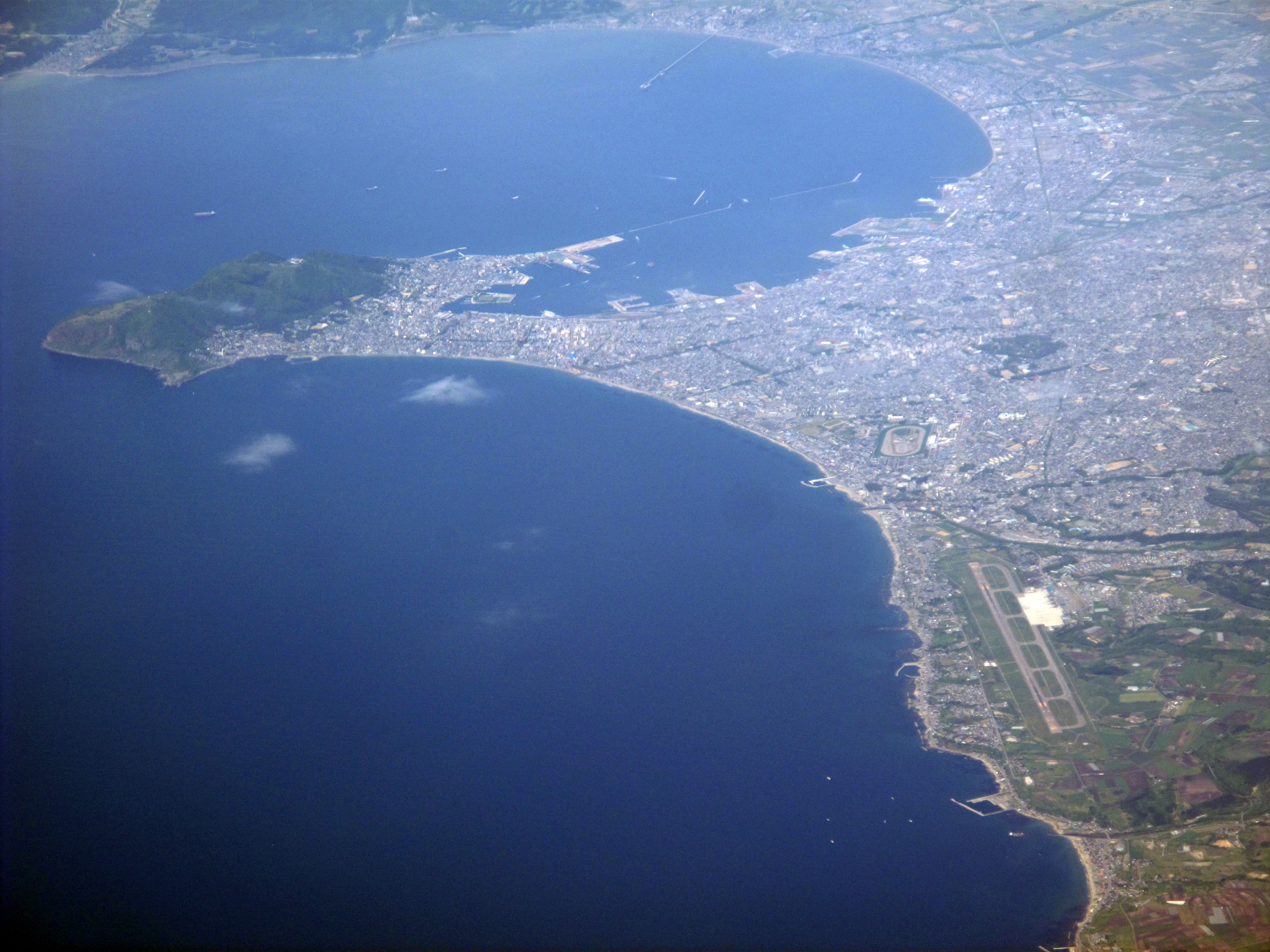
函館山（左側の島のような地形）と陸繋砂州（トンボロ）

函館山を陸繋島とし、山麓より千代台の台地縁（函館段丘）までの長さ約3,000m、幅約600m（埋立地を除く）の規模である。1980年（昭和55年、出典の函館市史 通説編第1巻の刊行年）現在、埋立地を含めた幅は約900m。砂州の形式は一重砂州。串本（和歌山県東牟婁郡串本町）、里（鹿児島県薩摩川内市）と並んで日本三大トンボロに数えられることもある。成立時期は約4,000年前以降のある時期に海上に顔を出したが、完全に繋がった時期は分かっていない。

## 自然
1957年（昭和32年）に休猟区、1962年（昭和37年）に鳥獣保護区、1964年（昭和39年）に特別鳥獣保護区に指定されている。環境庁によって「函館山自然林」との名称で、特定植物群落Aランク（原生林またはそれに近い自然林）に選定されている。

### 動物
鳥類
資料はちょっと古いが、1971年版「函館山鳥類目録」（森口和明）によれば函館山および付近海域に生息または出現する野鳥は40科、149種が記録されている。
エゾヒキガエル
津軽要塞（函館要塞）の影響により約半世紀にわたって一般人の立ち入りが禁止されてきたために函館山の自然が守られ、今では絶滅寸前といわれているエゾヒキガエルなども函館山に生息している。なお、現在ではエゾヒキガエルという種は存在しないとされ、ニホンヒキガエルの亜種アズマヒキガエルの人為移入とされている。そのため法的な保護は受けておらず、逆にヒキガエルやネコなどの人為移入種による在来種の捕食が懸念されている。

### 植物
出典元が1980年（昭和55年）刊の函館市史通説編第1巻とちょっと古い資料であるが、現存する植物は103科、356属、618種、29変種、4品種。うち分布の北限とされるもの6種、南限とされるもの7種、固有種8種である。高木層は約46種、低木層は約56種。林床での注目点は渡島地方から北にはほとんど分布していない本州系が濃厚に存在することである。遺伝学上貴重な研究資料とされているエンレイソウ属が種、量ともに豊富に存在するは、環境の変化に弱く滅亡の危険性が心配されている。
ただ中世以降の和人の流入による人口増加により山の樹木が伐採された。七重村（現・七飯町）の農家、倉山卯之助が杉を苗から育て文化年間（1804年 - 1817年）に約1万本を移植した。なお、移植されなかった杉は七飯町の三嶋神社境内に残されている。函館山の杉林は樹齢200年を越えており、道南スギ産地形成推進協議会によると北海道では最も古い人工林としている。
自然環境を保護するため、山の樹木や草花を採ることは市条例によって禁止されているが、植物の切り取り被害が急増している。2023年度は87件確認されており、2018年度以降では最多だった。市は被害防止のキャンペーンを行って環境保護の啓発している。

### 注意を要する動植物
市によると危険な動植物もあり、下記のものは注意を要するとしている。
- ツタウルシ
- ヤマウルシ
- マムシ
- スズメバチ

## 歴史

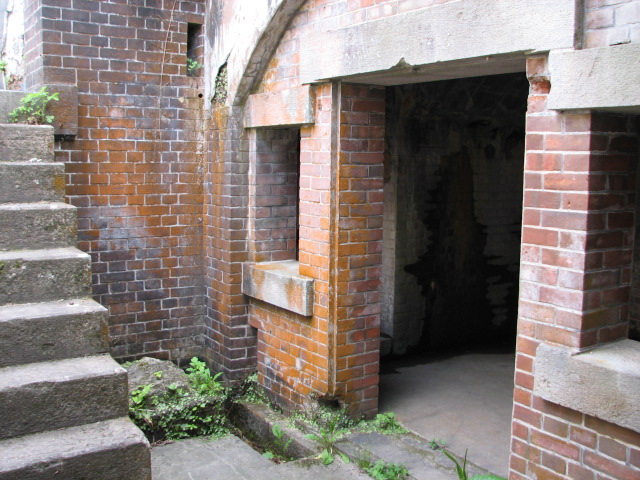
千畳敷要塞跡

1296年（永仁4年）5月、御殿山山頂の大石に日持上人が墨書したと伝えられている（鶏冠石<夜泣石、題目石>とも。諸説あり）。1834年（天保5年）には西国33ヵ所の霊土を函館山に運び、移土観音33体が安置された。箱館戦争時の1869年（明治2年）5月11日夜に明治政府軍参謀黒田清隆が市街地からみて山の裏側の字寒川より軍艦の大砲2門を山頂に引き上げ、13日に弁天台場を攻撃し、政府軍勝利へのきっかけを作った。
仮想敵国をロシア帝国とし、
- 「函館港ハ北海道ノ要港ニシテ敵ヲシテ之ヲ占領セシムル時ハ其利スル処莫大ナリ、故ニ茲ニ防備ヲ施スハ目下ノ急務ナリトス、且ツ北海道ノ命脈ハ本土トノ交通如何ニ関ス」（函館港防禦計画ノ要領,明治28年<1895年>）
- 「敵軍ヲシテ本湾ヲ利用セシメサル事」「北海道ト本土トノ交通ヲ容易ナラシムル事」（函館要塞防禦計画書,明治31年<1898年>）

と、函館港の軍事的価値と同港の北海道と本土との連絡ルートとしての重要性を最大の理由に、1898年（明治31年）から要塞建設が始まった。
1905年（明治38年）までに山全体に砲台や発電所、観測所など17の施設が建設された。この時に山の頂上を削ったため、標高が348 m（『函館港実測図　1万分の1』　函館県地理課　1883年<明治16年>）から約334 mと低くなった。1899年（明治32年）には要塞地帯法（明治32年法律第105号）が制定される。函館山が要塞地帯になったことで、山全体が軍事機密となり、地形図から山が消え、一般人の入山が禁止された。函館山の測量はもちろん、函館山の写真を撮影することやスケッチをとること、函館山に関する出版や話題も厳しく制限された。当時、函館山周辺での写真は函館山が判別できないよう検閲され出版されていたため、「要塞司令部許可済」といった文言が必ず添えられていた。
1945年（昭和20年）の第二次世界大戦終結で要塞としての存在意義を失った函館山一帯の国有地は、所管する大蔵省（現在の財務省）から函館市へ無償で貸し付けられた。津軽要塞はアメリカ軍によって解体され、翌1946年（昭和21年）10月に大蔵省から一時使用の許可を受けた函館市は同年12月に函館山管理事務所を設置、函館山は一般市民に再び開放された。1948年（昭和23年）に函館市はこの一帯326.6 haを都市計画法に基づく都市計画緑地「函館山緑地」とした。戦後は夜景の名所として全国的に有名になる。
現在、御殿山第一砲台跡はロープウェイ施設や駐車場、展望台、送信所の下に現存しているものの、崩落の危険などがあり立ち入りが禁止されているが、残りの施設跡は一部見学できる。

### 年表
- 約2,500万年前 - 土台となる海底火山が活動開始[14]
- 約200万年前 - 火山活動が収束する[14]
- 1296年（永仁4年）5月 - 御殿山山頂の大石に日持上人が墨書する[46]
- 文化年間（1804年 - 1817年） - 七重村（現・七飯町）の農家、倉山卯之助が杉を植林[40]
- 1869年（明治2年）5月13日 - 明治政府軍参謀の黒田清隆が函館山を越えて旧・江戸幕府軍の弁天台場を攻撃。勝利へのきっかけになる[47]
- 1898年（明治31年） - 要塞の建設が始まる[50]
- 1899年（明治32年） - 要塞地帯法（明治32年法律第105号）が制定
- 1946年（昭和21年）
  - 10月17日 - 函館市が大蔵省（現・財務省）より無償貸与を受ける[53]
  - 12月 - 函館市が函館山管理事務所を開設し市民開放をする[53]
- 1947年（昭和22年）10月１日 - 日本国有鉄道青函船舶鉄道管理局函館無線中継局開設[54]
- 1948年（昭和23年） - 函館市が都市計画法に基づく都市計画緑地「函館山緑地」とした[6]
- 1957年（昭和32年）
  - 2月1日 - 日本国有鉄道（国鉄）、同函館無線中継局を活用し函館 - 札幌間のマイクロ回線の中継を開始[54]
  - 4月 - 函館市が御殿山山頂展望台に「伊能忠敬北海道最初の測量地」の記念碑を設置[55]
- 1958年（昭和33年） - 函館山ロープウェイが開設される[53]
- 1959年（昭和34年） - 千畳敷にスキー場が開設される[56]
- 1962年（昭和37年）7月 - 気象庁函館海洋気象台函館山気象レーダー観測所開設[57]
- 1967年（昭和42年） - 海上保安部函館無線受信所開設[58]
- 1970年（昭和45年）3月31日 - 北海道道675号立待岬函館停車場線が認定される[59]
- 1972年（昭和47年）7月 - 国土交通省函館山無線中継所開設[60]
- 1992年（平成4年）10月 - 気象庁函館海洋気象台函館山気象レーダー観測所が横津岳に移転[57]
- 2001年（平成13年） - 北海道遺産に選定される[6]

## 利用

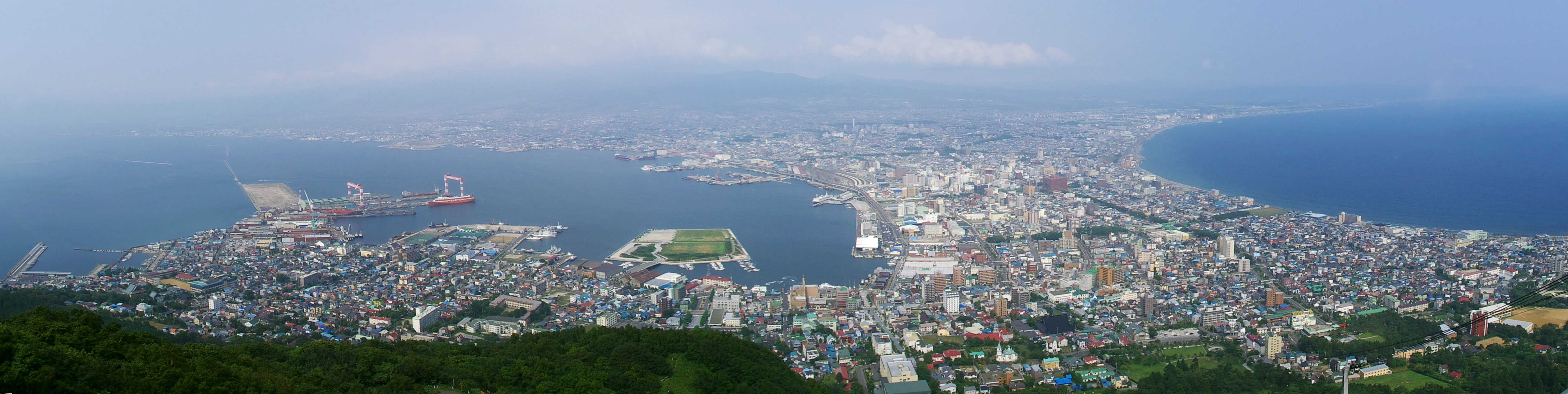
函館山から望む函館市街地

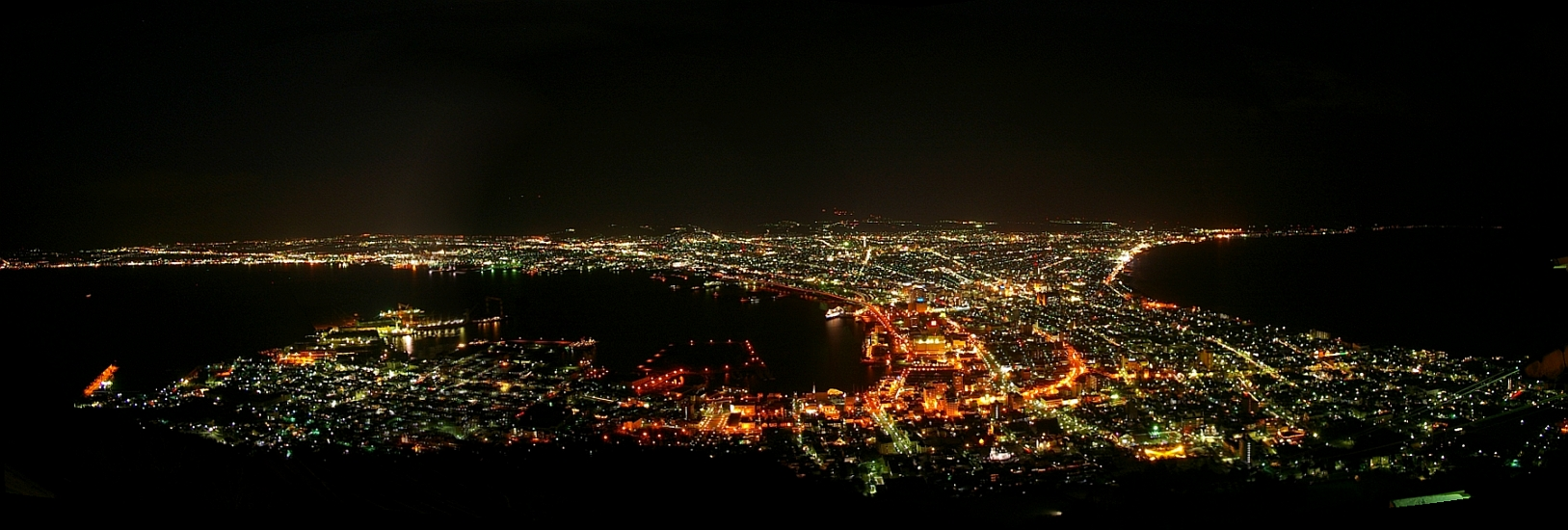
山頂から夜の函館を望む

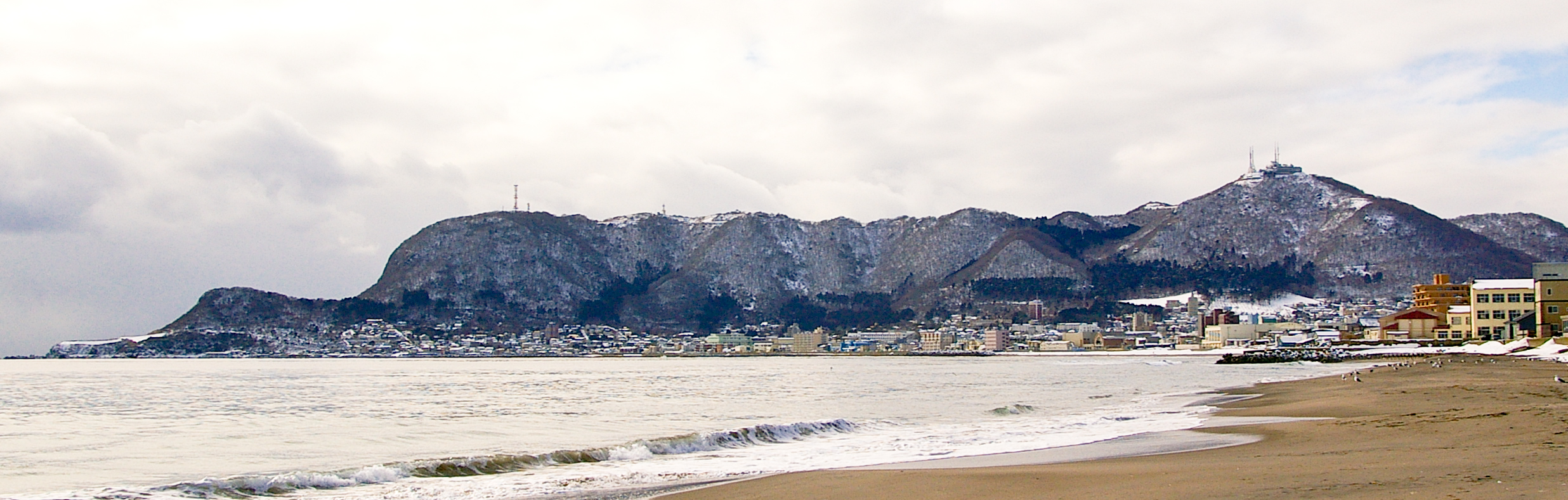
大森浜から見た函館山全景。左端が立待岬。右方のアンテナ群のある最高峰が御殿山である

### 交通
道路
- 北海道道675号立待岬函館停車場線
  - 本項では函館山にかかる区間を解説する。この区間は1950年（昭和25年）から市が国庫補助を受けて[53]、函館護国神社の裏の登山口から御殿山まで延長4.5キロメートル、幅6から8メートルの自動車道を建設し、1953年（昭和28年）に開通させた道路である[61]。その後、1970年（昭和45年）3月31日に北海道道として認定される[59]。2015年（平成27年）現在、二輪車は終日、一般車（マイカー）は4月25日 - 10月15日の17:00 - 22:00の間、通行できない[62]。さらに、10月16日から約3週間[注釈 1]程の期間は、函館山ロープウェイ法定整備点検にともなう営業運転中止による交通渋滞緩和のためと日没時間を考慮して規制時間帯を1時間前倒しで実施し、16:00 - 21:00の間、通行できない[63][64]。また、冬期は全面通行止である[注釈 2]
  - 市は当初下の3本の道路を計画していた[65]
    - 函館山海岸線一周道路（立待岬 - 山背泊町）[65]：立待岬 - 鞍掛岩間（550メートル）以降は難工事で中断[65]
    - 函館山登山周遊道路（登山口 - 御殿山 - 千畳敷 - 寒川）[65]：千畳敷まで工事が進んだが、コース変更を余儀なくされる[65]
    - 函館山山麓道路（立待岬 - 谷地頭小学校裏 - 函館八幡宮裏 - 仏舎利塔）[65]：函館八幡宮の氏子らの反対に遭い立待岬 - 谷地頭小学校間（1,300メートル）までで中断[65]

  - 他に北海道中小企業家同友会函館支部が1985年（昭和60年）に「函館山観光トンネル研究会」を発足させている[66]

交通機関
- 函館山ロープウェイ - 函館観光事業社（現・函館山ロープウェイ）が1958年（昭和33年）に開設した[53]
- 函館バス - 季節運行便[67]。前身は函館市交通局（現・函館市企業局交通部）が1953年（昭和28年）5月に開設した路線[53]

徒歩道・遊歩道
市によると下記の日中用徒歩散策ルートが整備されている。
- 旧登山道コース
- つつじ山コース
- 千畳敷コース
- 地蔵山コース
- 汐見山コース
- 入江山コース
- 観音コース
- 薬師山コース
- 七曲りコース
- 宮の森コース
- エゾタテ山コース

### 観光
昼間晴れた日には眼下の函館市街はもとより、津軽海峡を挟んで遠く下北半島をも望むことが可能である。都市の両側に海（函館湾と津軽海峡）があり、ほぼ中央に夜景が映し出されるバランスのとれた地形であり、一望できる位置に程よい高さの眺望地点が存在する。低層建築物が多いことから街路照明が夜景の大きな構成要素となっている。眺望地点は表夜景と裏夜景の二か所あるが、当地は表夜景にあたる。5月から7月にかけて霧がかかりやすく、きれいな夜景が見られない日がある。

### 文化・スポーツ
映像
- 劇場版名探偵コナン第27作『100万ドルの五稜星(みちしるべ)』(青山剛昌 原作、永岡智佳 監督)、2024年4月12日公開[71]

スポーツ
1959年（昭和34年）に千畳敷にスキー場が開設された。

### 放送
NHK・民放各局のテレビ、FMラジオの送信所が御殿山の山頂展望台に近接して建っている。うちNHK函館放送局およびHBC（北海道放送）の送信施設は旧・津軽要塞御殿山第1砲台の直上に建設されている。

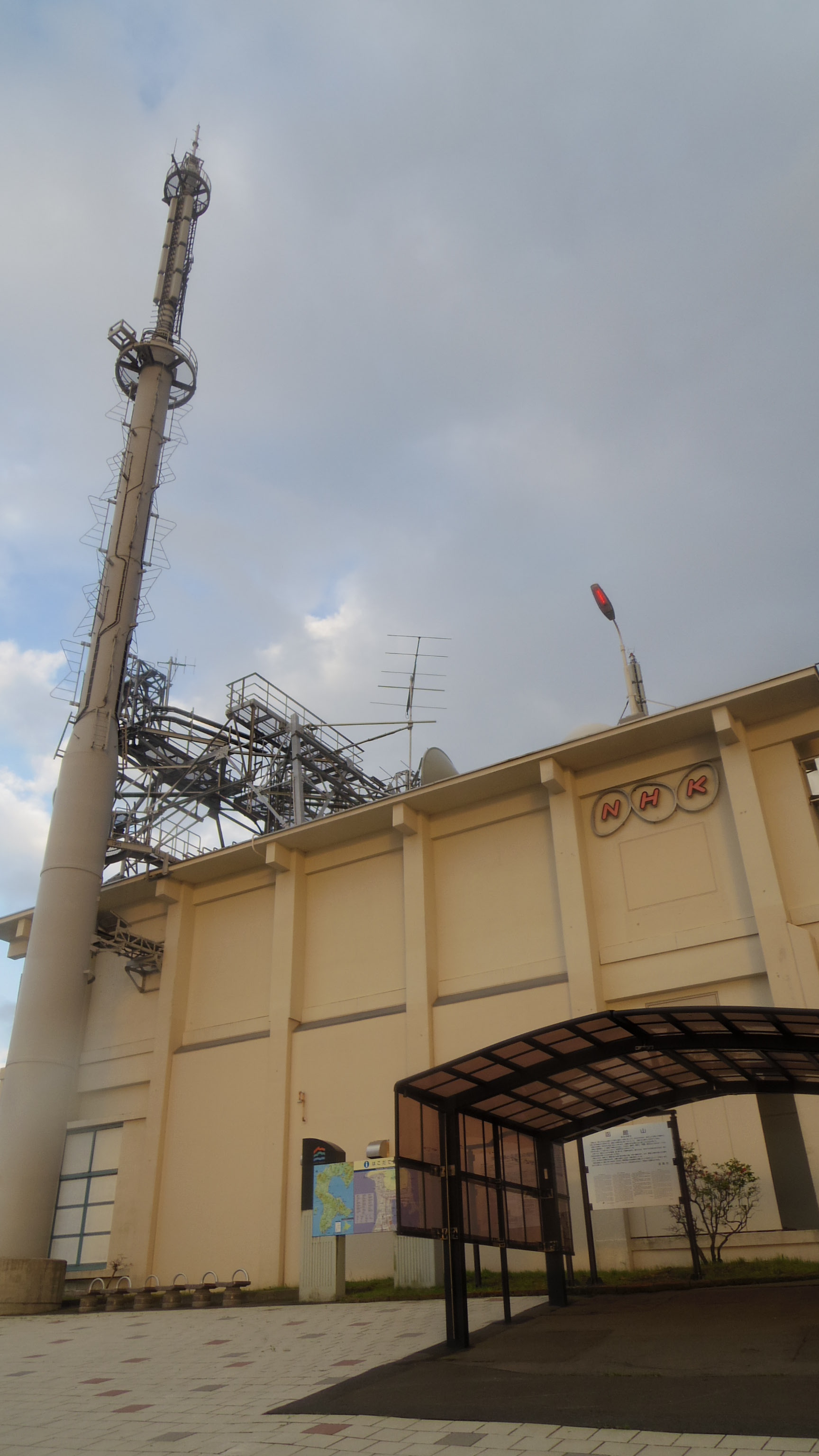
NHK（2014年）
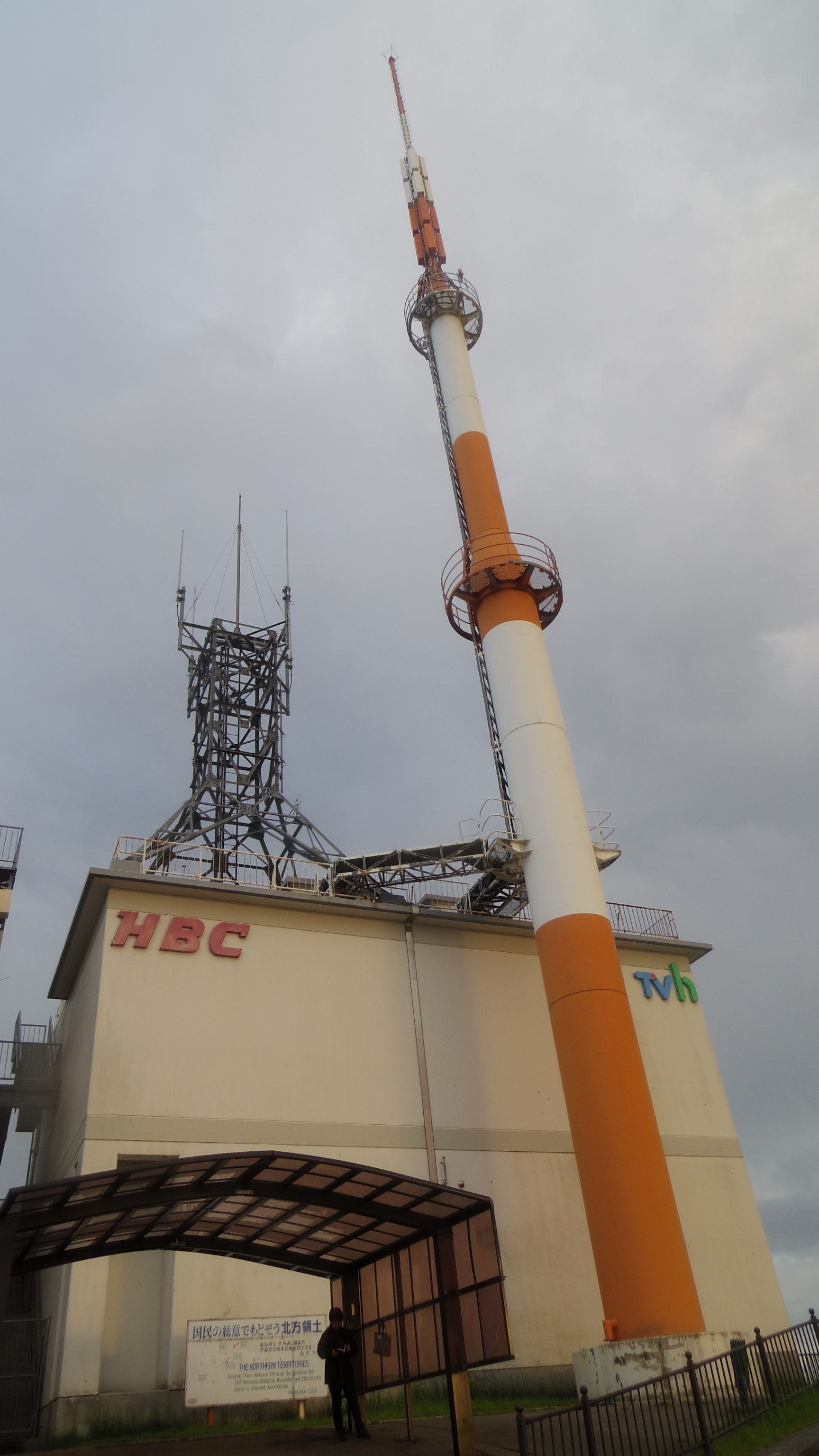
HBC・TVh（2014年）
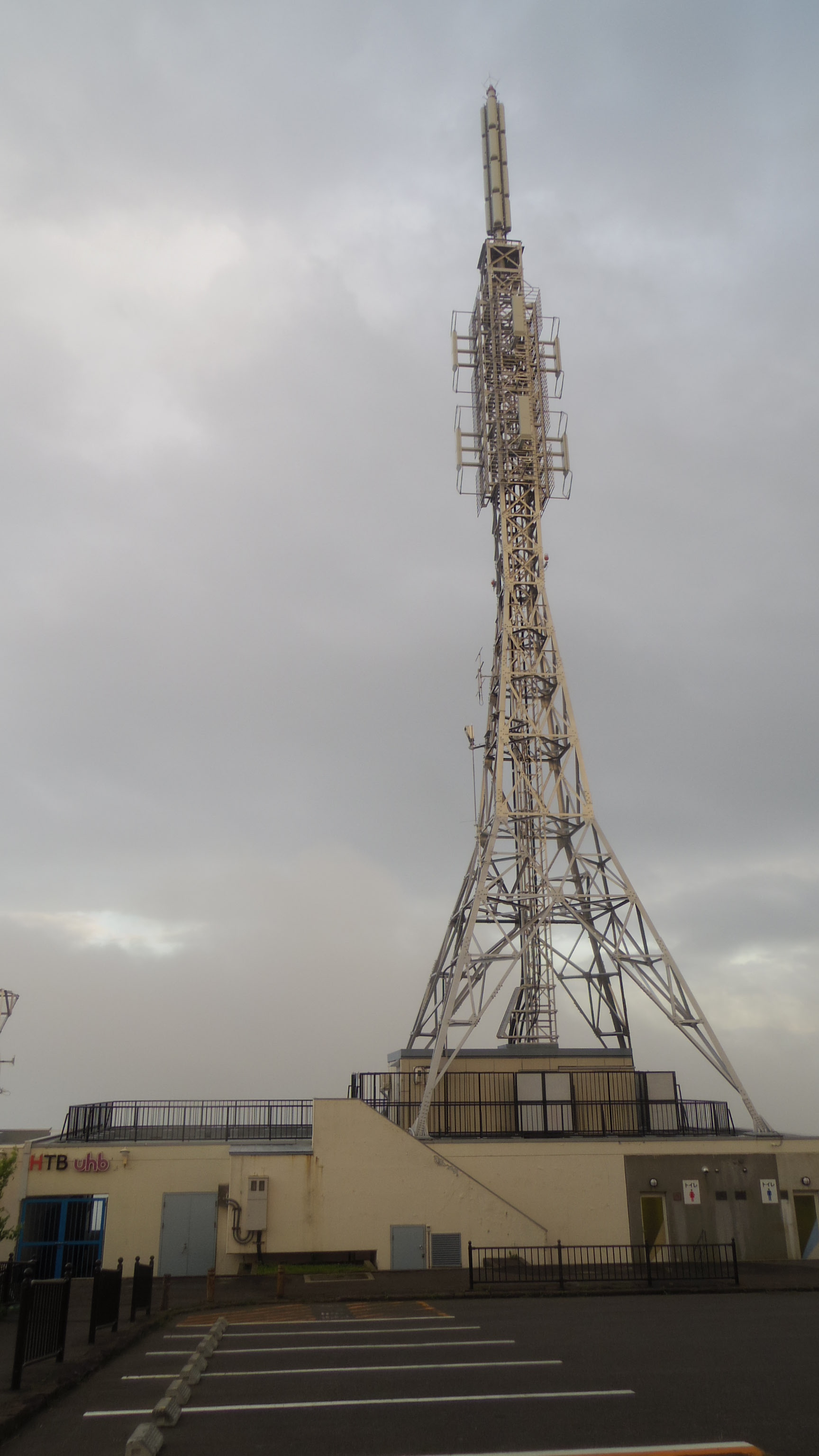
HTB・UHB（2014年）
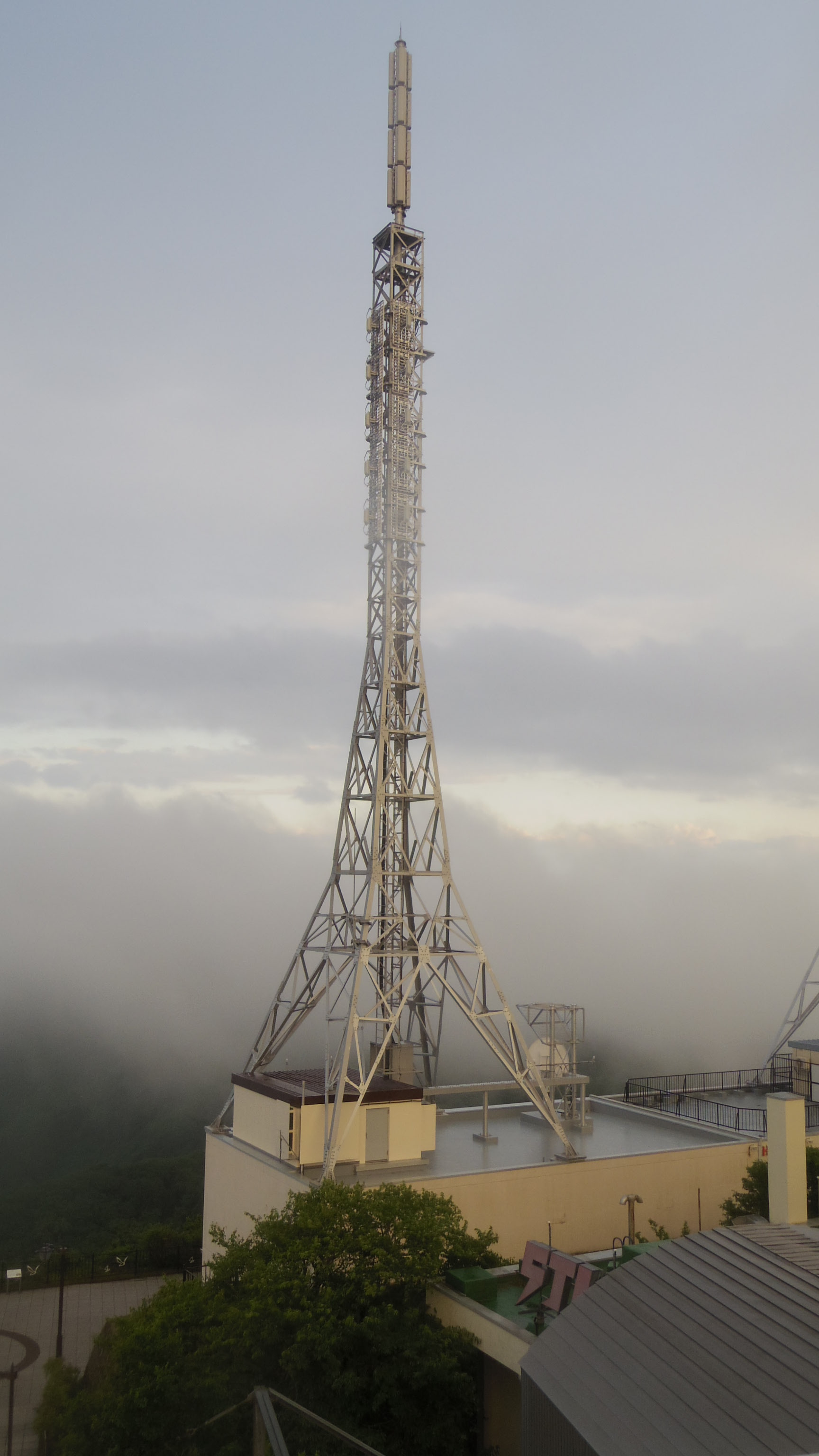
STV（2014年）

### 通信
- 国土交通省函館山無線中継所 - 国土交通省北海道開発局函館建設部が管理する無線中継施設があり、1972年（昭和47年）7月開設。函館市方面と木古内町方面の無線通信に使われている[60]。
- 海上保安部函館無線受信所 - 1967年（昭和42年）地蔵山に開設[73]。
- 日本国有鉄道青函船舶鉄道管理局函館無線中継局 - 1947年（昭和22年）10月１日千畳敷に木造局舎で開設、1957年（昭和32年）2月１日に函館 - 札幌間のマイクロ回線の中継開始[54]。
- 一般社団法人移動無線センター函館第二制御局 - 一般社団法人移動無線センター（旧・社団法人移動無線センター）が所有し、函館市総務部が利用する函館市地域防災無線の制御局。本庁管内、湯川支所、亀田支所、銭亀沢支所、戸井支所の一部がサービスエリアである[74]。

### 観測
旧・函館海洋気象台函館山気象レーダー観測所 - 現・函館地方気象台の気象レーダー。1962年（昭和37年）7月開設、1992年（平成4年）10月横津岳山頂付近に移転。

## 記念碑他

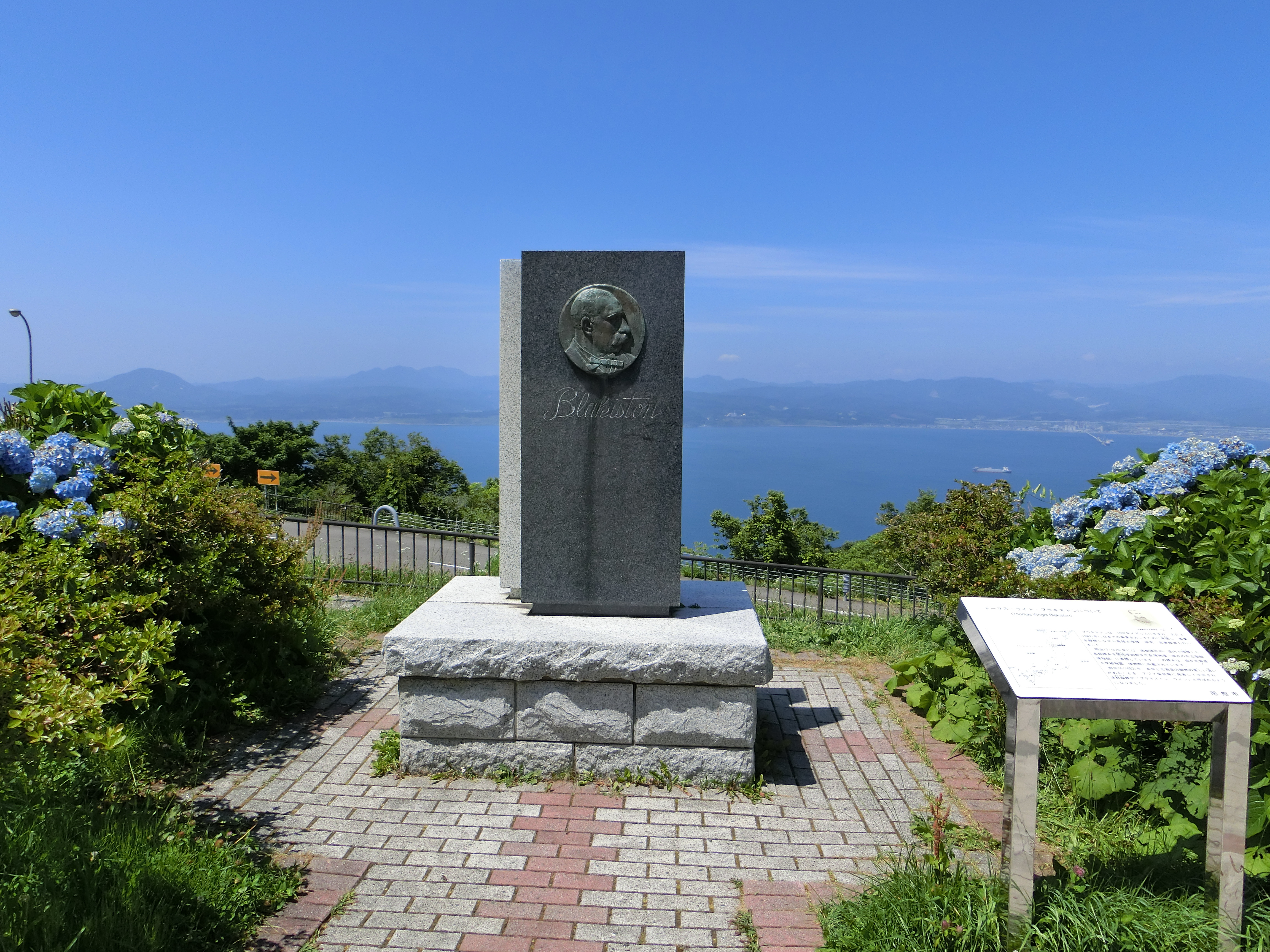
御殿山山頂にあるブラキストンの碑

- 伊能忠敬北海道最初の測量地 - 伊能忠敬は以前北海道の測量を函館山から行ったとされた。それを記念して1957年（昭和32年）4月、函館市が山頂展望台に記念碑を設置した。ただし、新たな資料により実際の起点は松前郡福島町吉岡であった。2018年（平成30年）4月27日に伊能忠敬北海道測量開始記念公園の竣工式とともに除幕式を行った[55]。
- ブラキストンの碑 - 御殿山山頂。イギリス出身のトーマス・ライト・ブラキストンの功績を記念して、1960年（昭和35年）に函館青年会議所によって建てられた[75]。詳細はブラキストン線を参照

### かつてあった記念碑他
- 鶏冠石 - かつて御殿山山頂にあった大石。夜泣石、題目石とも呼ばれる。日蓮宗の僧侶、日持が異域布教を目指し北海道に渡り、1296年（永仁4年）5月に「南無妙法蓮華経」を記したとされる。函館区の古跡保存を受けたのち、1898年（明治31年）に函館砲台要塞築城部より移転を命じられ、船見町の山の上に置かれた[76][46][47]。
- 富山泉碑 - 享和2年に箱館奉行所の建物を建築したが、井戸の設置は岩石が多く難しく、やっとできたものの水量が少なかった。富山元十郎が函館山の山中を調査し、湧水を見つけこれを引いた。この泉を「富山泉」と名付けて碑を立てたが現存していない[77]。

### 実現していない記念碑
- 北島三郎「函館の女」歌碑 - 本曲に同山が登場することから、1992年（平成4年）に山頂に歌碑が建てられる予定だったが、反対運動にあい延期となった[78][79][80]